# António José de Almeida
António José de Almeida (Vale da Vinha, 27 luglio 1866 – Lisbona, 31 ottobre 1929) è stato un politico portoghese e sesto Presidente della Repubblica dal 5 ottobre 1919 al 5 ottobre 1923.

## Biografia
Almeida studiò medicina all'Università di Coimbra divenendo poi medico. Durante il suo mandato come Ministro degli Interni (5 ottobre 1910-3 settembre 1911) fondò l'Università di Lisbona e l'Università di Porto nel 1911. Dopo la proclamazione della repubblica, guidò l'ala moderata del Partito Repubblicano opponendosi ad Afonso Costa. I moderati elessero come primo presidente della Repubblica Manuel de Arriaga, il 24 agosto 1911, sconfiggendo il candidato di Afonso Costa, Bernardino Machado. In seguito, Almeida fondò il Partito Repubblicano Evoluzionista. Il 12 giugno 1916, divenne Primo Ministro del Portogallo e Ministro delle Finanze ad interim. Poi, il Partito Repubblicano Evoluzionista si fuse con l'Unione Repubblicana, il partito di Manuel de Brito Camacho, diventando così il Partito Repubblicano Liberale. Il 6 agosto 1919 Almeida fu eletto 6º presidente della Repubblica e fu l'unico presidente della prima repubblica a completare il mandato di quattro anni. Almeida è anche ricordato per il suo viaggio in Brasile avvenuto nel 1922 in occasione del centenario dell'indipendenza del paese latino-americano, dove si distinse per le sue capacità oratorie.
Massone, nel 1907 è membro della loggia Montanha, col nome simbolico di Álvaro Vaz de Almada, nel 1929 fu eletto Gran maestro della massoneria portoghese, ma una grave malattia lo condusse ben presto alla morte lo stesso anno e non poté entrare in carica.

## Onorificenze
Come Presidente del Portogallo:
Personalmente è stato insignito dei titoli di: